# Planetella fischeri
Planetella fischeri är en tvåvingeart som först beskrevs av Georg von Frauenfeld 1867.  Planetella fischeri ingår i släktet Planetella och familjen gallmyggor. Inga underarter finns listade i Catalogue of Life.